# David Mobärg
David Mobärg (* 17. Mai 1999 in Undersåker) ist ein schwedischer Freestyle-Skisportler. Er startet in der Disziplin Skicross.

## Werdegang
Mobärg, der für den Edsåsdalens SLK startet, trat international erstmals im Februar 2016 bei den Olympischen Jugend-Winterspielen in Lillehammer in Erscheinung. Dort wurde er Fünfter. Im folgenden Monat holte er bei den Juniorenweltmeisterschaften in Val Thorens eine Silbermedaille. In der Saison 2016/17 gab er in Idre sein Debüt im Freestyle-Skiing-Weltcup, welches er auf den 54. Platz beendete und errang bei den Juniorenweltmeisterschaften 2017 in Chiesa in Valmalenco den 11. Platz. In der Saison 2018/19 kam er bei den Weltmeisterschaften 2019 in Solitude auf den zehnten Platz und gewann bei den Juniorenweltmeisterschaften 2019 auf der Reiteralm die Goldmedaille. Zu Beginn der Saison 2020/21 holte er in Arosa seinen ersten Weltcupsieg. Im weiteren Saisonverlauf kam er fünfmal unter den ersten Zehn, darunter Platz zwei in Bakuriani und erreichte damit den fünften Platz im Skicross-Weltcup. Beim Saisonhöhepunkt, den Weltmeisterschaften 2021 in Idre, errang er den 13. Platz. Im April 2021 wurde er in Storklinten schwedischer Meister. In der Saison 2021/22 siegte er zweimal in Arosa und einmal in Nakiska.
Mit 3 Siegen konnte er in der Saison 2022/23, mit einem 2. Platz, sein bisher bestes Gesamtergebnis erreichen.

## Erfolge

### Weltmeisterschaften
- Solitude 2019: 10. Skicross
- Idre 2021: 13. Skicross
- Bakuriani 2023: 1. Skicross Team, 25. Skicross

### Weltcupsiege
Mobärg errang im Weltcup bisher zehn Podestplätze, davon 7 Siege:
| Datum             | Ort       | Land       |
| ----------------- | --------- | ---------- |
| 15. Dezember 2020 | Arosa     | Schweiz    |
| 14. Dezember 2021 | Arosa     | Schweiz    |
| 15. Dezember 2021 | Arosa     | Schweiz    |
| 14. Januar 2022   | Nakiska   | Kanada     |
| 21. Januar 2023   | Idre      | Schweden   |
| 16. Februar 2023  | Reiteralm | Österreich |
| 12. März 2023     | Veysonnaz | Schweiz    |

### Weltcupwertungen
| Saison  | Gesamt | Gesamt | Skicross | Skicross |
| Saison  | Platz  | Punkte | Platz    | Punkte   |
| ------- | ------ | ------ | -------- | -------- |
| 2018/19 | 139.   | 7,55   | 30.      | 83       |
| 2019/20 | 97.    | 13,36  | 18.      | 147      |
| 2020/21 | –      | –      | 5.       | 379      |
| 2021/22 |        |        | 4.       | 430      |
| 2022/23 |        |        | 2.       | 574      |

### Juniorenweltmeisterschaften
- Val Thorens 2016: 2. Platz (Skicross)
- Chiesa in Valmalenco 2017: 11. Platz (Skicross)
- Reiteralm 2019: 1. Platz (Skicross)

### Weitere Erfolge
- Olympische Jugend-Winterspiele 2016: 5. Platz (Skicross)
- 2 schwedische Meistertitel (2021, 2022)